# Qualea albiflora
Qualea albiflora là một loài thực vật có hoa trong họ Vochysiaceae. Loài này được Warm. miêu tả khoa học đầu tiên năm 1875.

## Hình ảnh

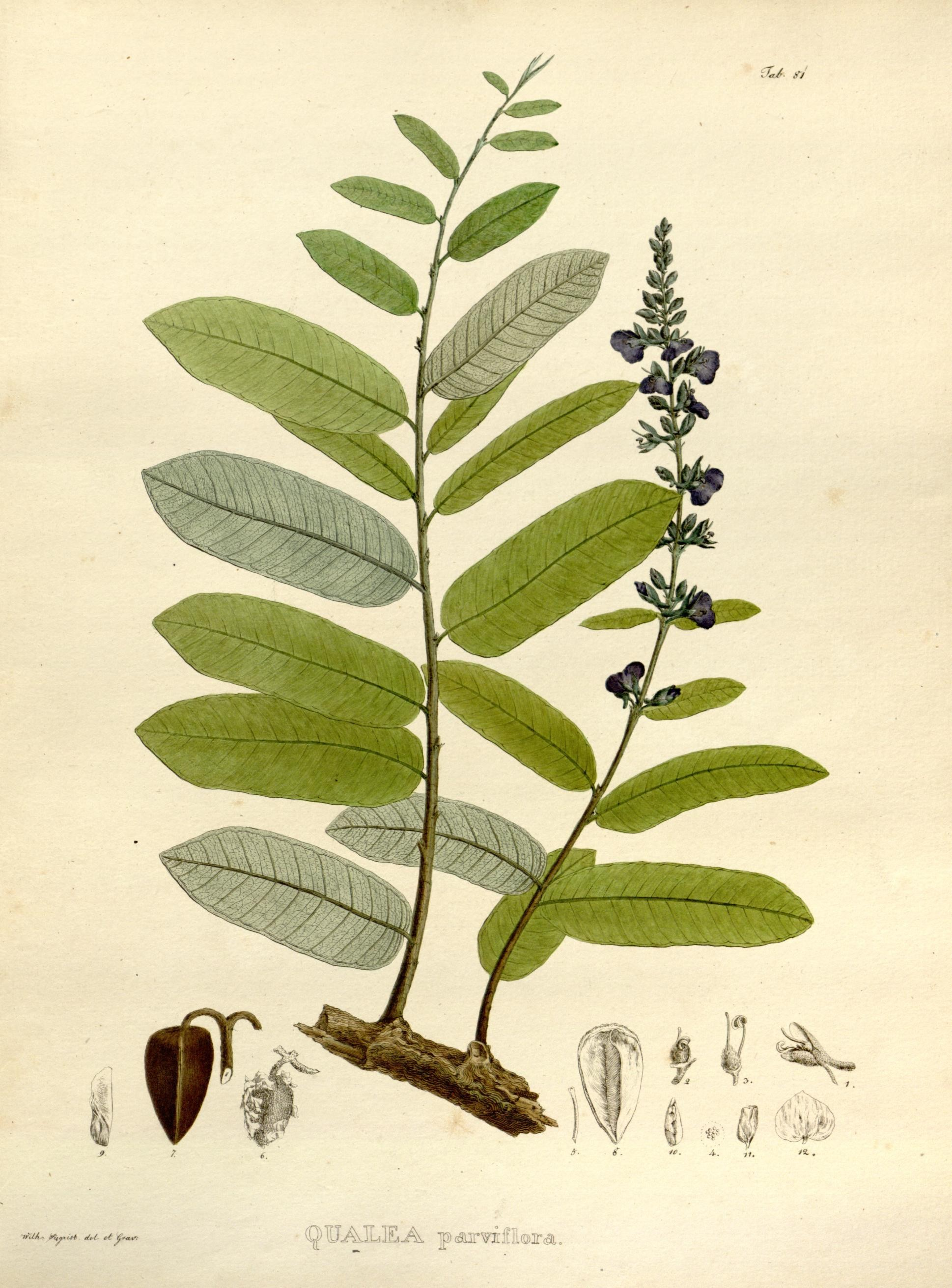
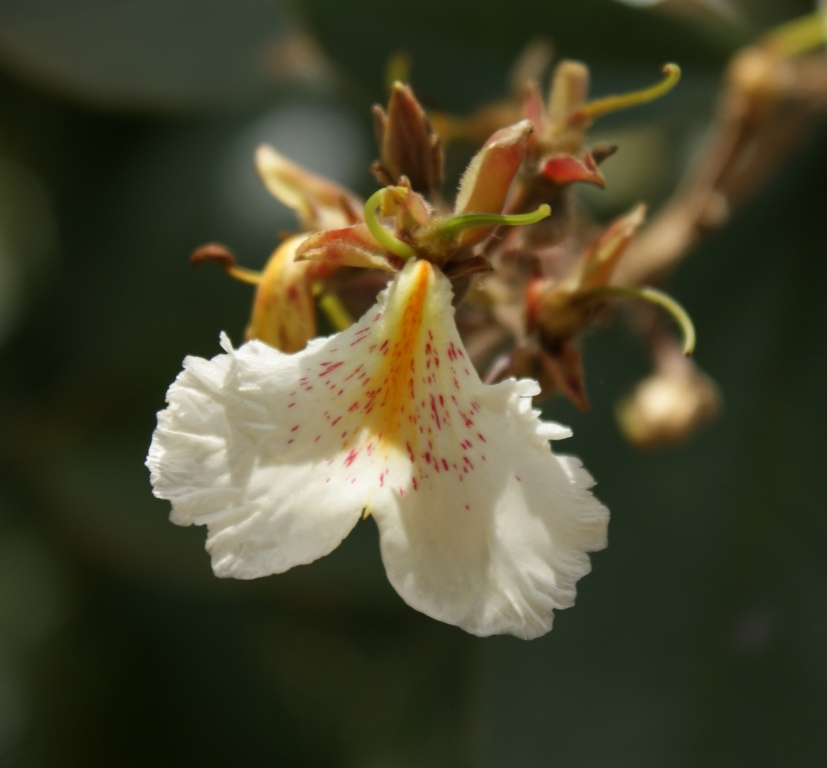
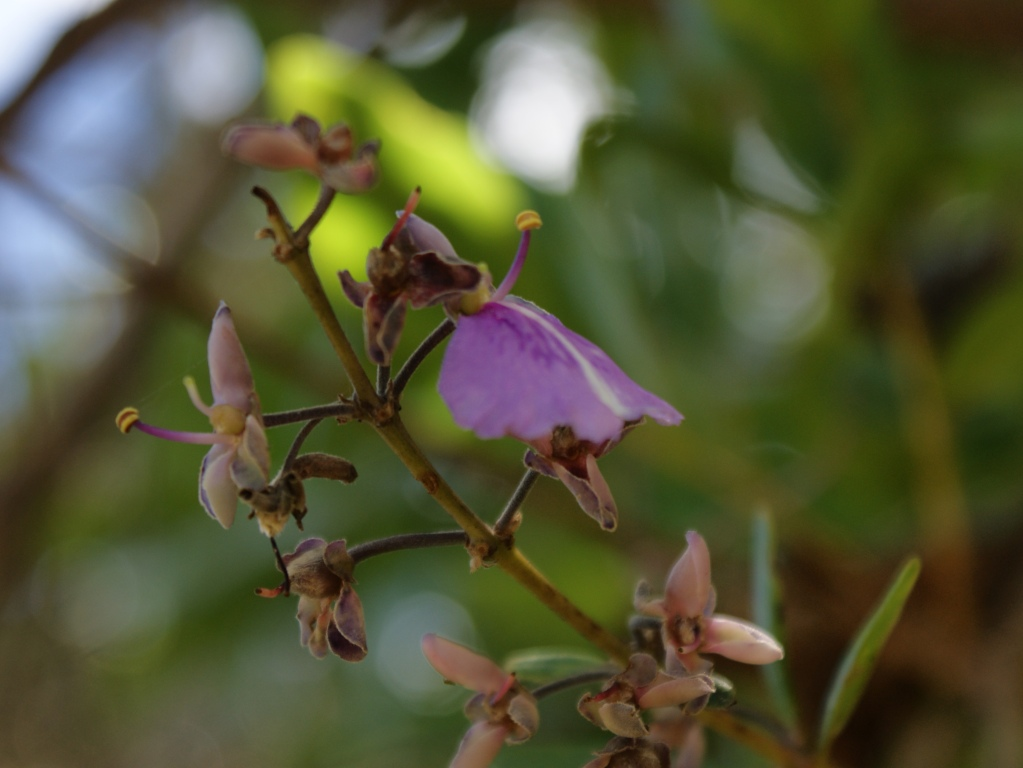
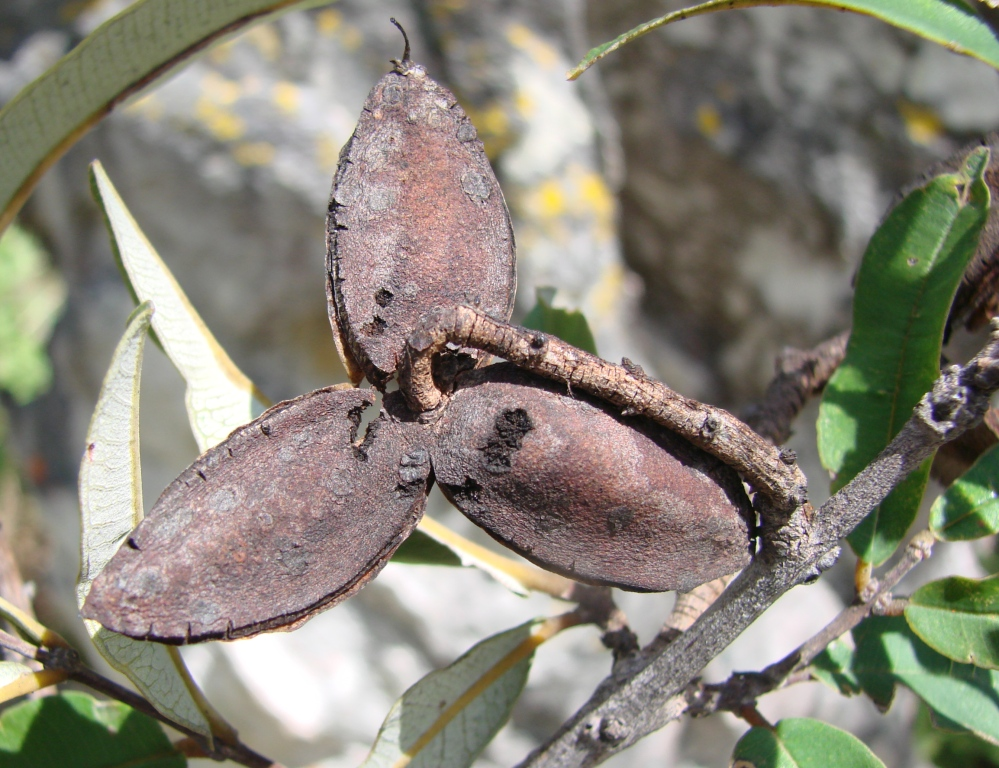